# 2-й пехотный корпус (Российская империя)
2-й пехотный корпус — общевойсковое оперативное формирование (пехотный корпус, соединение) Русской армии Вооружённых сил Российской империи,  сформированное в конце 1810 года.
В мирное время основные задачи корпуса — организация обучения и поддержание боевой готовности войск. В военное время формирование являлось тактической единицей, осуществлявшей самостоятельные военные действия в составе полевой армии. 
До 1812 года несколько раз менял название, дислокацию и состав.
С 12 (24) июня 1812 года по 1814 год корпус участвовал в Отечественной войне 1812 года и Заграничных походах Русской армии 1813—1814 годов.

## В составе
- 1-я Западная армия
- Резервной армии

## Командование

### Командир корпуса
- Багговут, Карл Фёдорович, генерал-лейтенант, весна 1812 — 18.10.1812 убит.
  - К. Ф. Багговут в ходе сражения под Тарутиным 18.10.1812 в самом начале обходного движения был убит неприятельским ядром.
- Долгоруков, Сергей Николаевич, генерал-лейтенант 10.1812
- Евгений Вюртембергский, генерал-лейтенант 25.10.1812 — 12.07.1818
- Голицын, Дмитрий Владимирович князь, генерал от кавалерии 12.07.1818 — 06.01.1820
- Горчаков, Андрей Иванович князь, генерал от инфантерии 19.02.1820 — 1826 ?
- Щербатов, Алексей Григорьевич князь, генерал от инфантерии 16.09.1826 — 19.01.1829
- Пален, Петр Петрович граф, генерал от кавалерии 19.01.1829 — 09.1829
- Пален, Павел Петрович граф, генерал от кавалерии 22.09.1829 — 03.05.1831
- Крейц, Киприан Антонович барон, генерал от кавалерии 06.10.1831 — 14.05.1845
- Купреянов, Павел Яковлевич, генерал-лейтенант 1845 — 1849
- Панютин, Федор Сергеевич, генерал от инфантерии 11.08.1849 — на 1854

## Состав

### На начало 1812 года
- 4-я пехотная дивизия генерал-майора принца Евгения Вюртембергского
  - 1-я бригада: Тобольский пехотный полк (2 батальона), Волынский пехотный полк (2 батальона)
  - 2-я бригада: Кременчугский пехотный полк (2 батальона), Минский пехотный полк (2 батальона)
  - 3-я бригада: 4-й и 34-й егерские полки (4 батальона)
  - 4-я артиллерийская бригада полковника Воейкова: 4-я батарейная рота, 7-я и 8-я легкие роты (36 орудий)
- 17-я пехотная дивизия генерал-лейтенанта З.Д. Олсуфьева
  - 1-я бригада: Рязанский пехотный полк (2 батальона), Брестский пехотный полк (2 батальона)
  - 2-я бригада: Белозерский пехотный полк (2 батальона), Вильманстрандский пехотный полк (2 батальона)
  - 3-я бригада: 30-й и 48-й егерские полки (4 батальона)
  - 17-я артиллерийская бригада полковника Дитерикса 2-го: 17-я батарейная рота, 32-я и 33-я легкие роты (36 орудий)
- Елисаветградский гусарский полк

### На 1824
- 4-я пехотная дивизия генерал-лейтенант Потёмкин, Яков Алексеевич
- 5-я пехотная дивизия генерал-лейтенент Эмме, Иван Федорович
- 6-я пехотная дивизия генерал-лейтенант Сипягин, Николай Мартемьянович

### На 1831
- 2-я Гусарская дивизия
  - 1-я бригада :
    - Эрц-Герцога Фердинанда Гусарский полк
    - Павлоградский гусарский полк

  - 2-я бригада :
    - Елисаветградский гусарский полк
    - Иркутский гусарский полк

  - 2-я конно-артиллерийская бригада :
    - Конно-артиллерийская рота №3
    - Конно-артиллерийская рота №4
- 5-я пехотная дивизия
  - 1-я бригада :
    - Белозерский пехотный полк
    - Олонецкий пехотный полк

  - 2-я бригада :
    - Шлиссельбургский пехотный полк
    - Ладожский пехотный полк

  - 3-я бригада :
    - 9-й егерский полк
    - 10-й егерский полк
- 6-я пехотная дивизия
  - 1-я бригада :
    - Архангелогородский пехотный полк
    - Вологодский пехотный полк

  - 2-я бригада :
    - Костромской пехотный полк
    - Галицкий пехотный полк

  - 3-я бригада :
    - 11-й егерский полк
    - 12-й егерский полк
- 7-я пехотная дивизия
  - 1-я бригада :
    - Муромский пехотный полк
    - Нижегородский пехотный полк

  - 2-я бригада :
    - Низовский пехотный полк
    - Симбирский пехотный полк

  - 3-я бригада :
    - 13-й егерский полк
    - 14-й егерский полк
- Сводная бригада 8-й пехотной дивизии
  - Троицкий пехотный полк
  - Пензенский пехотный полк
  - Тамбовский пехотный полк
  - Саратовский пехотный полк
- 2-я артиллерийская дивизия
  - 5-я артиллерийская бригада
  - 6-я артиллерийская бригада
  - 7-я артиллерийская бригада
  - 8-я артиллерийская бригада
  - 2-я Фурштадтская бригада
  - Подвижная инвалидная рота №57

### На 25 декабря 1837 года
- 2-я легкая кавалерийская дивизия	нач. генерал-лейтенант Сиверс, Владимир Карлович
  - 1-я бригада : генерал-майор Ивановский
    - Смоленский уланский полк
    - Харьковский уланский полк

  - 2-я бригада : генерал-майор Карпов
    - Елисаветградский гусарский полк
    - Лубенский гусарский полк
- 4-я пехотная дивизия : генерал-майор Маевский
  - 1-я бригада : генерал-майор Русанов
    - Белозерский пехотный полк
    - Олонецкий пехотный полк

  - 2-я бригада : генерал-майор Литвинов
    - Шлиссельбургский егерский полк
    - Ладожский егерский полк
- 5-я пехотная дивизия : генерал-лейтенант Батурин, Сергей Герасимович
  - 1-я бригада : генерал-майор Врангель, Александр Васильевич
    - Архангелогородский пехотный полк
    - Вологодский пехотный полк

  - 2-я бригада : генерал-майор Карлович, Антон Михайлович
    - Костромской егерский полк
    - Галицкий егерский полк
- 6-я пехотная дивизия : нач. генерал-лейтенант Засс, Александр Павлович
  - 1-я бригада : генерал-майор барон фон Штейнвер
    - Муромский пехотный полк
    - Нижегородский пехотный полк

  - 2-я бригада : генерал-майор Симишин
    - Низовский егерский полк
    - Симбирский егерский полк
- 2-я артиллерийская дивизия
  - 2-я конно-артиллерийская бригада
  - 4-я полевая артиллерийская бригада
  - 5-я полевая артиллерийская бригада
  - 6-я полевая артиллерийская бригада
- 2-я Фурштадтская бригада
- 2-й саперный батальон

### На 25 января 1849 года
- 2-я легкая кавалерийская дивизия
  - 1-я бригада: Уланский Е.И.В.Вел.Кн.Николая Александровича полк, Харьковский уланский полк
  - 2-я бригада: Гусарский Ея И.В.В.Кн.Ольги Николаевны полк (2 батальона), Гусарский Его Величества Короля Ганноверского полк
- 4-я пехотная дивизия
  - 1-я бригада: Пехотный Г.Ад.Кн.Волконского полк, Олонецкий пехотный полк
  - 2-я бригада: Шлиссельбургский егерский полк, Ладожский егерский полк
- 5-я пехотная дивизия
  - 1-я бригада: Пехотный Е.И.В.В.Кн.Владимира Александровича полк, Вологодский пехотный полк
  - 2-я бригада: Костромской егерский полк, Галицкий егерский полк
- 6-я пехотная дивизия
  - 1-я бригада: Муромский пехотный полк, Нижегородский пехотный полк
  - 2-я бригада: Низовский егерский полк, Симбирский егерский полк
- 2-я артиллерийская дивизия
  - 2-я конно-артиллерийская бригада
  - 4-я полевая артиллерийская бригада
  - 5-я полевая артиллерийская бригада
  - 6-я полевая артиллерийская бригада

### На 1854
- 2-я легкая кавалерийская дивизия	нач. генерал-лейтенант Сталь-фон-Гольштейн, Иван Карлович
  - 1-я бригада : генерал-майор Парадовский, Карл Осипович
    - Уланский Его Имп. Выс. Вел.Князя Николая Александровича полк	генерал-майор Николай Петрович Беклемишев
    - Уланский Его Корол.Выс. Принца Фридриха Прусского полк		полковник Платон Михайлович Станкович

  - 2-я бригада : генерал-майор Алексей Петрович Мельников
    - Гусарский Ея Имп. Выс. Вел.Кн. Ольги Николаевны полк		полковник Годгардт Богданович фон-Мезенкампф
    - Гусарский Е.И.В.Эрц-Герцога Австрийского Карла-Людвига полк	полковник Александр Карлович Типольд
- 4-я пехотная дивизия генерал-лейтенант Шепелев, Александр Иванович
  - 1-я бригада :	генерал-майор Бабкин, Григорий Данилович
    - Белозерский пехотный полк	полковник Михаил Саввич Исупов
    - Олонецкий пехотный полк	генерал-майор Николай Александрович Маслов

  - 2-я бригада :	генерал-майор Иосиф Осипович Косциельский
    - Шлиссельбургский егерский полк	полковник Василий Александрович Козлов
    - Ладожский егерский полк		полковник Максим Иванович Клуген
- 5-я пехотная дивизия генерал-лейтенант Лабинцов, Иван Михайлович
  - 1-я бригада : 	генерал-майор Алексей Александрович Тулубьев
    - Пехотный Его Имп.Высоч.Вел.Кн.Владимира Александровича полк	полковник Александр Фаддеевич Герман
    - Вологодский пехотный полк  генерал-майор Александр Дмитриевич Проскуряков

  - 2-я бригада : генерал-майор Густав Яковлевич Адлерберг
    - Костромской егерский полк 	генерал-майор Петр Петрович Корнилович
    - Галицкий егерский полк		генерал-майор Петр Алексеевич Ратов
- 6-я пехотная дивизия генерал-лейтенант Карл Александрович Бельгард
  - 1-я бригада :	генерал-майор князь Николай Николаевич Химшиев
    - Муромский пехотный полк 	генерал-майор Масловский, Семён Осипович
    - Нижегородский пехотный полк	генерал-майор Егор Егорович Грунт

  - 2-я бригада : 	генерал-майор Юрий Алексеевич Копьев
    - Низовский егерский полк 	полковник Тухолка, Александр Львович
    - Симбирский егерский полк	полковник Константин Иванович Развадовский
- 2-я артиллерийская дивизия	генерал-майор Драке, Людвиг Иванович
  - 2-я конно-арт.бригада	полковник Григорий Петрович Мамаев
  - 4-я арт.бригада		генерал-майор Михаил Павлович Безак
  - 5-я арт.бригада		полковник Филипп Иванович Каннабих
  - 6-я арт.бригада		генерал-майор Павел Николаевич Касторский
  - 2-я парковая бригада	полковник Федор Семенович Корсун